# 克拉克县 (华盛顿州)
克拉克縣（英語：Clark County）是位於美国华盛顿州西南部的一個郡，南隔哥倫比亞河與俄勒冈州波特蘭相望。
克拉克县是華盛頓州的第一個县，縣名紀念刘易斯与克拉克远征其中的威廉·克拉克。1845年8月20日，俄勒岡領地的臨政府成立克拉克縣，在當時涵蓋現今的整個俄勒冈州。
據2023年人口估計，克拉克县共有人口52萬1,150人。縣治溫哥華，也是該县的最大城市。

## 地理與氣候
根據美国人口普查局，本郡的總面積為1,700平方（656平方英里），其中陸地面積占1,630平方（628平方英里）、水域面積占73平方（28平方英里） （4.27%）。
克拉克县的西面和南面被哥倫比亞河所環繞，北面則是路易斯河北支流，東支流和瓦休戈河從中間穿過該郡。從該郡發源的最大溪流是鮭溪，在匯入哥倫比亞河之前流進了溫哥華湖。
就像大部分的俄勒冈州和华盛顿州皮吉特湾南部及威拉米特河谷，克拉克郡位於太平洋海岸山脈及喀斯喀特山脉間的地理位置決定了它的地景與氣侯。冰期在哥伦比亚河峡谷塑造出U型谷。火山灰燼土在此處很普遍，下游地區則有肥沃的黑土。該郡中部與西南部區域普遍為平坦的氾濫平原，由一萬五千到一萬三千年前米蘇拉湖潰堤而造成的米蘇拉洪水所沖漬出來。克拉克郡在柯本氣候分類法中為地中海型氣候（Csa）。
里奇菲尔德附近低地的河邊有許多湖泊，包括溫哥華湖。克拉克县的北部與東部有長滿森林林的喀斯喀特山麓丘陵，高度約1,200（4,000英尺），就在斯卡梅尼亞郡的邊界上。拉爾奇山是此郡最高的獨立山丘。
此地區動植物的消長包括低地的大葉楓和美西側柏到高處的俄勒岡白櫟到一些林火物種（fire-dependent species），像是扭叶松和海滨黄杉以及巨冷杉、銀冷杉與其它吉福德·平肖國家森林里常見的物種。另外還有許多種鳥類，包括大藍鷺、一些猛禽像是橫斑林鴞、鶚、红尾鵟和白頭海鵰、鸦科（渡鴉、西北鸦、西丛鸦和暗冠蓝鸦）等等。當地的溪流是許多種鮭魚的家鄉，也是溫哥華鱒魚孵卵所。大型哺乳類包括黑尾鹿、郊狼、浣熊、臭鼬和攻擊性的負鼠；山貓、短尾貓、黑熊、美洲獅和馬鹿並不常見，尤其是此郡的北部。美洲原住民像是克里基塔特人和支努干人常吃的食物包括鮭魚、小叶越橘和Camassia quamash（卡默斯（Camas）就尤此命名）。
從克拉克县可以看到胡德山、圣海伦火山看亞當斯山，冬天吹過哥倫比亞河峽谷的寒風往往會帶來冻雨和一層雨淞或明冰，在當地叫作「銀色融雪」（silver thaw），特別是此郡的東南部靠近峽谷處。跟寒風對應的是東南部的暖風，在當地叫作「鳳梨特快車」。
春天的融雪往往會灌滿郡內的水道，哥倫比亞河在1894年6月和1948年5月發生過兩次或更多次洪水。1948年亡兵紀念日的洪水幾乎淹沒了州際大橋的柱子，完全摧毀了附近俄勒岡州的梵港市。
克拉克县內幾個比較劇烈的風暴包括1962年10月12日的哥伦布日風暴和1972年波特蘭-溫哥華龍捲風，藤田級數達F3級。還有1981年11月的「13號星期五」風暴，風速達110每小時（70英里每小時），以及其它風暴包括1993年1月20日的就职典礼風暴；2008年1月10日的小型龍捲，摧毀了溫哥華湖的一間船庫和榛谷的許多建築，最後在哈金森附近消散。

### 地理特色
- 喀斯喀特山脉
- 哥倫比亞河
- 溫哥華湖（英语：Vancouver Lake）
- 劉易斯河（英语：Lewis River (Washington)）東支流
- 拉卡馬斯溪（英语：Lacamas Creek）
- 拉卡馬斯湖（英语：Lacamas Lake）
- 戰地湖（英语：Lacamas Lake）
- 莫爾頓瀑布 （页面存档备份，存于）
- 露西亞瀑布 （页面存档备份，存于）
- 拉爾奇山（英语：Larch Mountain (Clark County, Washington)）
- 銀星山（英语：Silver Star Mountain (Skamania County, Washington)）
- 劉易斯維爾公園（英语：Lewisville Park）

### 主要公路
- 5號州際公路
- 205号州际公路
- 14号华盛顿州州道
- 500號華盛頓州州道（英语：Washington State Route 500）
- 501號華盛頓州州道（英语：Washington State Route 501）
- 502號華盛頓州州道（英语：Washington State Route 502）
- 503號華盛頓州州道（英语：Washington State Route 503）

#### 前主要公路
- 140號華盛頓州州道（英语：Washington State Route 140）

### 毗鄰郡
- 東－斯卡梅尼亚县
- 北－考利茨县
- 西南－哥倫比亞郡
- 南－蒙诺玛县

### 國家保護區
- 溫哥華堡國家史跡（英语：Fort Vancouver National Historic Site）（部分）
- 吉福德·平肖国家森林（部分）
- 里奇菲爾德國家野生動物保護區（英语：Ridgefield National Wildlife Refuge）
- 施泰格瓦爾德湖國家野生動物保護區（英语：Steigerwald Lake National Wildlife Refuge）

## 延伸閱讀
- Alley, B.F. . Washington Pub. 1885. Available online through the Washington State Library's Classics in Washington History collection

## 外部連結
- （英文） 克拉克郡官方網站 （页面存档备份，存于）
- （英文） 克拉克郡地名史 （页面存档备份，存于）.
- （英文） 克拉克郡歷史照片（页面存档备份，存于）
- （英文） 克拉克郡導覽 （页面存档备份，存于）